# Hans Wiegel

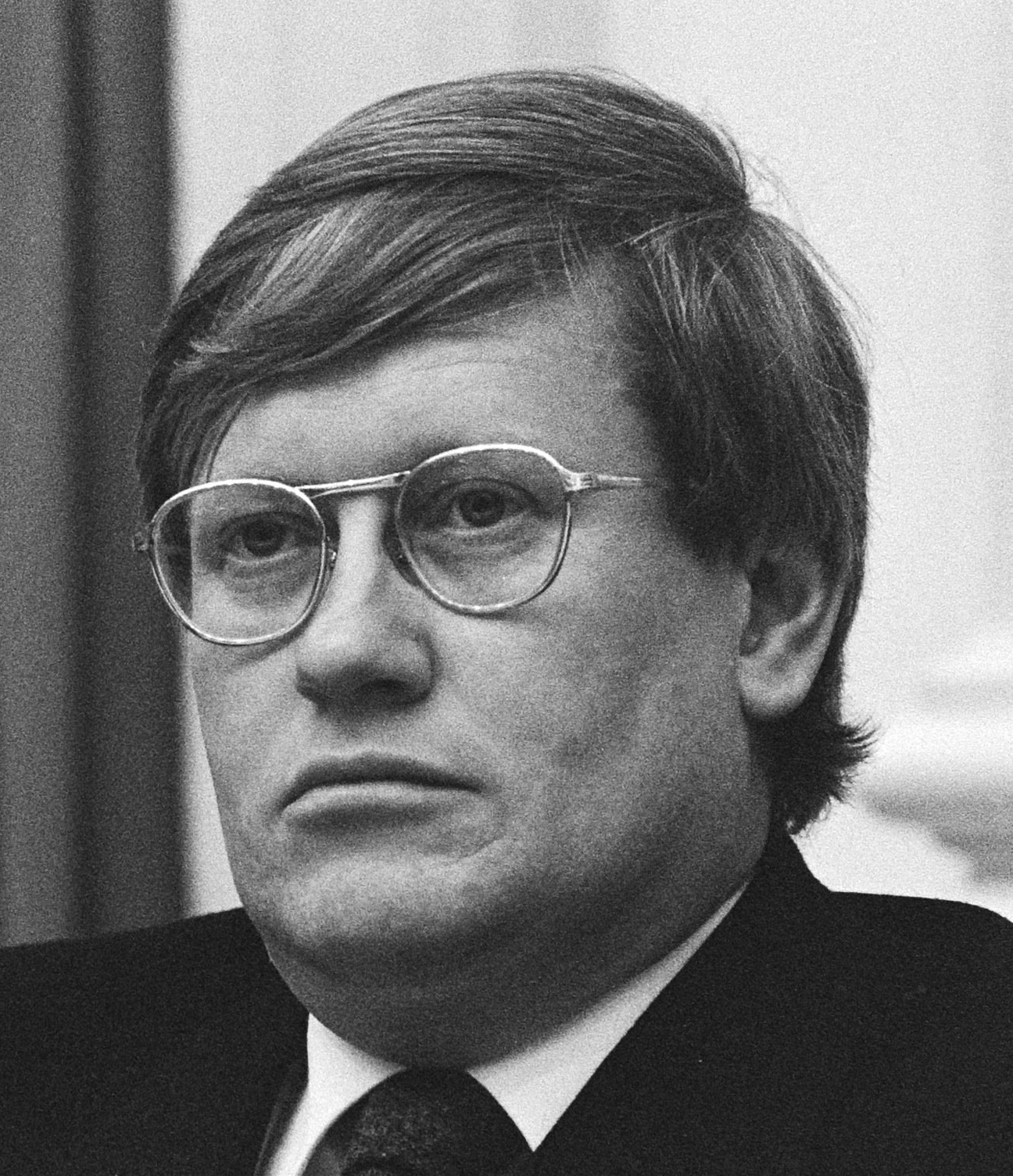
Hans Wiegel (1981)

Hans Wiegel (* 16. Juli 1941 in Amsterdam; † 19. Mai 2025) war ein niederländischer Politiker der Volkspartij voor Vrijheid en Democratie (VVD). Er war 1971–1977 und 1981–1982 Fraktionsvorsitzender in der Zweiten Kammer der Generalstaaten und von 1971 bis 1982 politischer Leiter der VVD. Von 1977 bis 1981 war er Vize-Ministerpräsident sowie Innenminister im ersten Kabinett von Ministerpräsident Dries van Agt.
Von 1982 bis 1994 war er Kommissar der Königin in der Provinz Friesland, spielte aber weiterhin eine maßgebliche Rolle als „graue Eminenz“ der VVD. Später war er Vorstandsvorsitzender von Krankenkassen und zwischen 1995 und 2000 Mitglied der Ersten Kammer der Generalstaaten.

## Leben

### Mitglied der Zweiten Kammer und Parteiführer der VVD

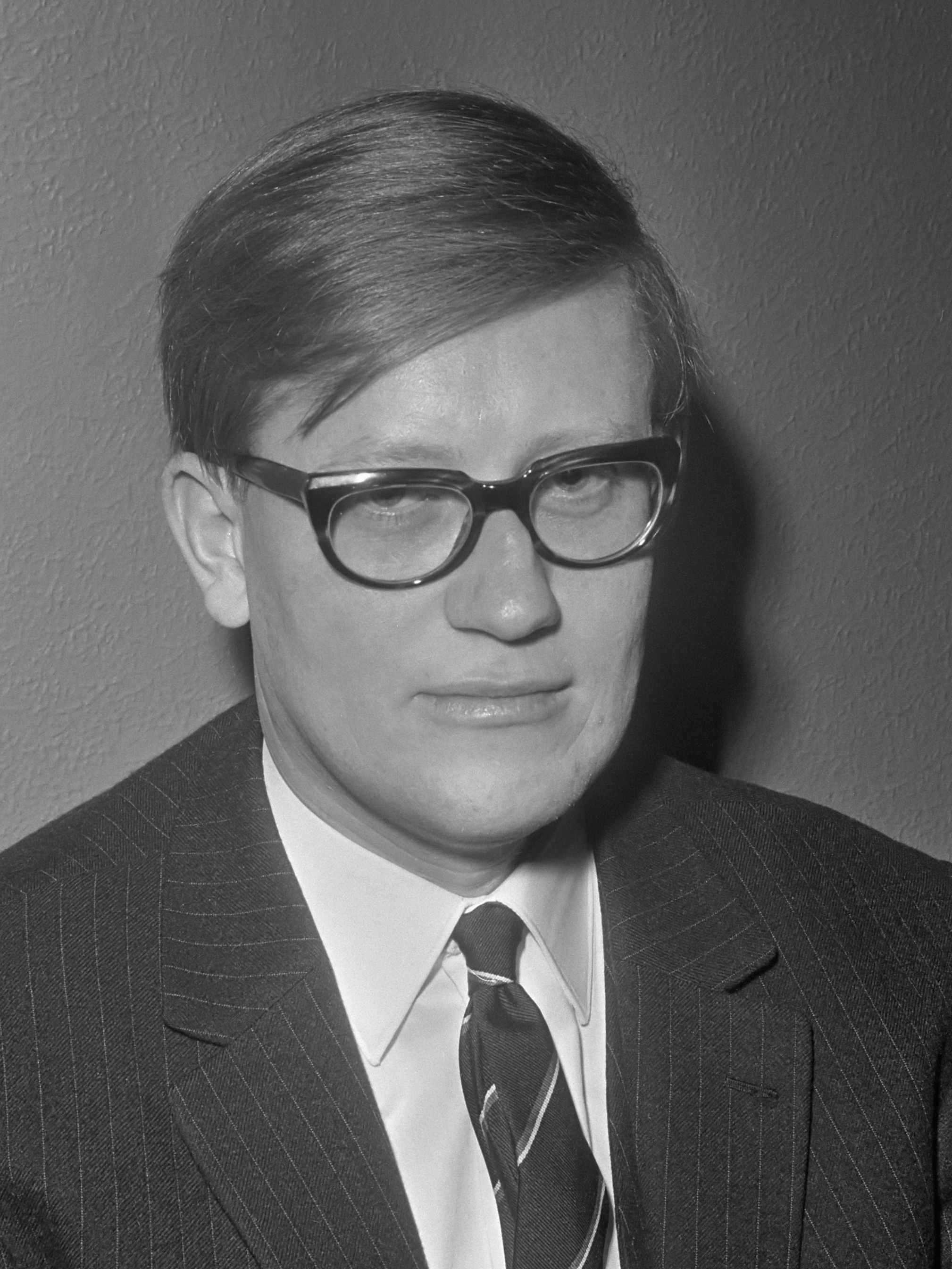
Hans Wiegel (1968)

Wiegel besuchte nach der öffentlichen Potgieter-Grundschule in Amsterdam zwischen 1953 und Juli 1959 das Gemeindegymnasium in Hilversum und begann anschließend im September 1959 ein Studium im Fach Recht der Niederlande an der Universität von Amsterdam, das er jedoch nicht abschloss. Ein zeitgleich 1959 begonnenes Studium der Politikwissenschaft an der Universität von Amsterdam schloss er 1965 mit dem Kandidatsexamen ab.
Sein politisches Engagement begann er in der VVD-Jugendorganisation JOVD (Jongeren Organisatie Vrijheid en Democratie) und war zwischen 1962 und 1963 Vorsitzender von dessen Ortsverband ’t Gooi. Zugleich war er von 1962 bis 1965 Mitglied des Hauptvorstandes der JOVD und 1965 Vize-Vorsitzender der JOVD, ehe er zwischen dem 6. November 1965 und dem 29. Oktober 1966 Vorsitzender der JOVD war. Wiegel, der am 1. Januar 1963 der Volkspartij voor Vrijheid en Democratie (VVD) beitrat, war von 1966 bis 1977 Mitglied des Hauptvorstandes der VVD.
Am 18. April 1967 wurde Wiegel erstmals zum Mitglied der Zweiten Kammer der Generalstaaten gewählt und gehörte dieser bis zum 19. Dezember 1977 an.
Als Nachfolger von Molly Geertsema wurde der noch nicht ganz 30-jährige Wiegel am 7. Juli 1971 politischer Leiter (politiek leider) der VVD – zu unterscheiden vom eher für die innere Organisation und Verwaltung der Partei zuständigen Vorsitzenden – und bekleidete diese Funktion fast 11 Jahre. Am 20. Juli 1971 wurde er zusätzlich auch Vorsitzender der VVD-Fraktion in der Zweiten Kammer und bekleidete diese Funktion bis zum 19. Dezember 1977. Wiegel war bei den Parlamentswahlen 1972, 1977 und 1981 Spitzenkandidat seiner Partei. Durch seine auf den Mittelstand und Facharbeiter ausgerichtete Politik konnte er in der Folgezeit die Wahlergebnisse der VVD verbessern: von 10,3 Prozent der Stimmen bei der Parlamentswahl 1971 auf 17,9 Prozent bei der Wahl 1977. Die Mitgliederzahl seiner Partei stieg von 38.000 im Jahr 1970 auf über 100.000 im Jahr 1978. Als Chef der größten Oppositionsfraktion kritisierte Wiegel insbesondere die Politik des Kabinett von Ministerpräsident Joop den Uyl in den Jahren 1973 bis 1977 scharf.

### Vize-Ministerpräsident, Innenminister und Kommissar der Königin

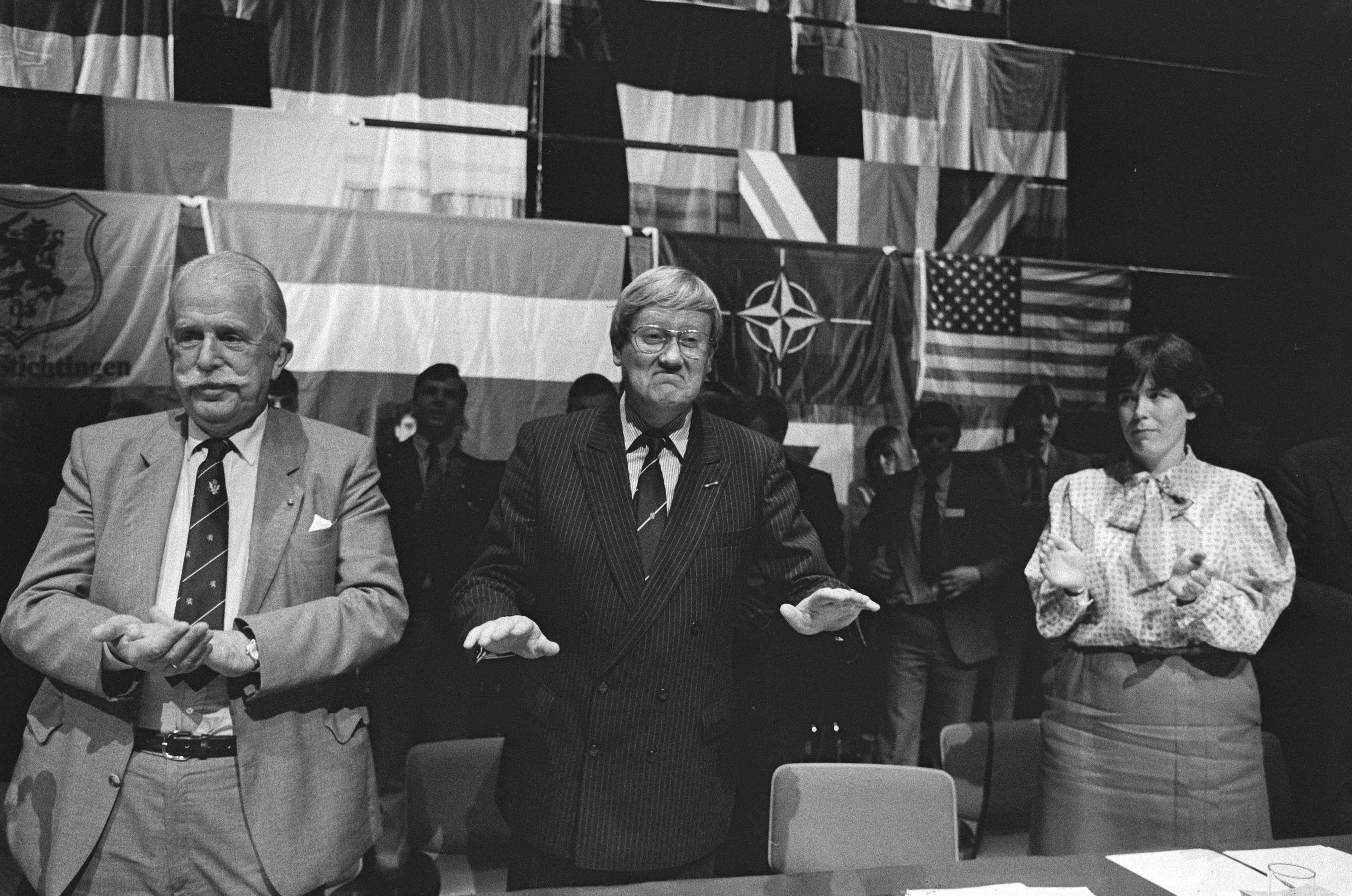
Hans Wiegel (Mitte) als Königlicher Kommissar der Provinz Friesland mit dem langjährigen Bürgermeister von Maarn Guus van Hemert tot Dingshof (links) (1985)

Am 19. Dezember 1977 wurde Wiegel von Ministerpräsident Dries van Agt in dessen erstes Kabinett berufen und bekleidete in diesem bis zum 11. September 1981 die Ämter als Vize-Ministerpräsident (Viceminister-President) sowie als Innenminister (Minister van Binnenlandse Zaken). Er leitete in dieser Zeit Pläne zur kommunalen Neugliederung von Zuid-Limburg in die Wege, die unter anderem Ubach over Worms betrafen.
Am 25. August 1981 wurde er abermals Mitglied der Zweiten Kammer der Generalstaaten und gehörte dieser nunmehr bis zum 1. Mai 1982 an. 1981 war er abermals Mitglied des Hauptvorstandes des VVD. Zugleich war er zwischen dem 27. August 1981 und dem 20. April 1982 erneut Vorsitzender der VVD-Fraktion in der Zweiten Kammer. Nach seinem Ausscheiden aus der Regierung wurde ihm am 26. Oktober 1981 das Ritterkreuz des Ordens vom Niederländischen Löwen verliehen. Am 20. April 1982 wählte die VVD Ed Nijpels zum Spitzenkandidaten für die kommende Parlamentswahl, der Wiegel somit als politischen Leiter der Partei ablöste. Dieser wurde am 14. Mai 1982 zum Ehrenmitglied der VVD ernannt.
Als Nachfolger von Hedzer Rijpstra wurde Wiegel am 16. Juni 1982 zum Kommissar der Königin (Commissaris van de Koningin) der Provinz Friesland ernannt und verblieb auf diesem Posten bis zum 1. Februar 1994. Sein Nachfolger wurde daraufhin Loek Hermans. Für seine Verdienste als Kommissar der Königin wurde Wiegel am 28. April 1989 zum Kommandeur und am 20. Januar 1994 zum Großoffizier des Ordens von Oranien-Nassau ernannt.

### Vorsitzender der ZN und Mitglied der Ersten Kammer
Im Anschluss war er vom 1. Februar 1994 bis zum 1. Januar 1995 Vorsitzender der Interessenvertretung der Krankenversicherungen KLOZ (Kontaktorgaan Landelijke Organisaties van Ziektekostenverzekaars) sowie danach vom 1. Januar 1995 bis zum 1. Februar 2012 der aus der Fusion von KLOZ und VNZ (Vereniging van Nederlandse Zorgverzekeraars) hervorgegangenen neuen Interessenvertretung ZN (Zorgverzekeraars Nederland).
Daneben wurde Wiegel am 13. Juni 1995 für die VVD auch Mitglied der Ersten Kammer der Generalstaaten, der bis zum 1. April 2000 angehörte. Im Jahr 2011 führte Wiegel als Informateur die Gespräche zur Bildung der Provinzregierung in Noord-Brabant. Bis März 2022 kommentierte Wiegel das politische Geschehen regelmäßig als Kolumnist in der Tageszeitung De Telegraaf.
Wiegel war zwei Mal verheiratet. Aus seiner Ehe mit Jacqueline „Pien“ Frederiks gingen ein Sohn und eine Tochter hervor. Die zweite Ehe mit Marianne Frederiks blieb kinderlos.